# 線海龍屬
線海龍屬，為輻鰭魚綱棘背魚目海龍科的其中一屬。

## 下属物种
- 虎紋線海龍（Filicampus tigris）